# Virginio Bressanelli
Virginio Domingo Bressanelli SCI, né le 1er mai 1942 à Berabevú dans le Département de Caseros en Argentine, est un prélat argentin, évêque émérite de Neuquén en Argentine.

## Biographie
Virginio Bressanelli entre à la congrégation des prêtres du Sacré-Cœur (ou dehoniens), attiré par la question sociale. Il y fait sa profession le 29 septembre 1964 et est ordonné prêtre le 17 décembre 1966.
Il est élu au chapitre général de Rome de 1991 supérieur général de sa congrégation, poste qu'il assume, jusqu'en 2003, lorsqu'il est remplacé par José Ornelas Carvalho.
Le pape Jean-Paul II le nomme le 19 février 2005 évêque de Comodoro Rivadavia. L'évêque émérite de Comodoro Rivadavia, Pedro Luis Ronchino (en) SDB lui confère l'ordination épiscopale le 13 mai 2005; les co-consécrateurs sont Marcelino Palentini (en) SCI, évêque de Jujuy et Miguel Hesayne (en), évêque émérite de Viedma. 
Il est nommé, le 10 février 2010, évêque coadjuteur de Neuquén. À la suite de la démission de Marcelo Angiolo Melani (en) SDB, il lui succède le 8 novembre 2011 en tant qu'évêque de Neuquén. Il démissionne pour raison d'âge en septembre 2017 et Fernando Croxatto lui succède.